# Roll On
Roll On – czternasty solowy album studyjny artysty bluesowego J.J. Cale’a, wydany w 2009.
Autorem wszystkich kompozycji jest J.J. Cale.

## Lista utworów
1. „Who Knew” 3:30
2. „Former Me” 2:48
3. „Where the Sun Don’t Shine” 3:07
4. „Down to Memphis” 3:05
5. „Strange Days” 3:10
6. „Cherry Street” 3:43
7. „Fonda-Lina” 3:20
8. „Leaving in the Morning” 2:37
9. „Oh Mary” 3:34
10. „Old Friend” 3:55
11. „Roll On” 4:43
12. „Bring Down the Curtain” 2:51